# Cellula M
Le cellule M sono una sottopopolazione del MALT (Tessuto Linfoide Associato alle Mucose).
Sono cellule altamente specializzate, e costituiscono il 10% delle cellule mucosali dell'intestino. Risultano difficili da studiare e sono state isolate solo recentemente. Differiscono dalle circostanti cellule mucosali per la loro forma, sono difatti molto assottigliate, membranose (da qui il nome Cellule M, membranose appunto).
Sono situate nei tratti sovrastanti noduli linfatici detti Placche di Peyer (localizzate nella sottomucosa).
Hanno una posizione specifica e se vengono spostate perdono parte della loro funzione che è quella di campionare gli antigeni discriminando ciò che è Self dal Non Self e mantenendo la tolleranza immunitaria. Hanno forma irregolare caratterizzata da microvilli (estroflessioni della membrana apicale corti ed irregolari) che producono enzimi idrolitici come le fosfatasi alcaline.
Le cellule M acquisiscono per endocitosi sostanze solubili e solide (es. Batteri) tramite la membrana apicale e per mezzo di vescicolette vengono portate alla membrana basolaterale dove vengono rilasciati per esocitosi e processati dai macrofagi, i quali presentano l'antigene ad una Cellula T-Helper che stimolerà la produzione di IgA (perché presenti nelle secrezioni).
 Le IGA impediscono la diretta adesione dell'antigene alla mucosa, presentandolo ai linfociti. Esse costituiscono una vera e propria barriera fisica.
Sono usate da alcuni batteri, come la Shigella e la Salmonella, per penetrare nella sottomucosa intestinale per loro altrimenti irraggiungibile.